# ジョヴァンニ・ガストーネ・ボッケリーニ

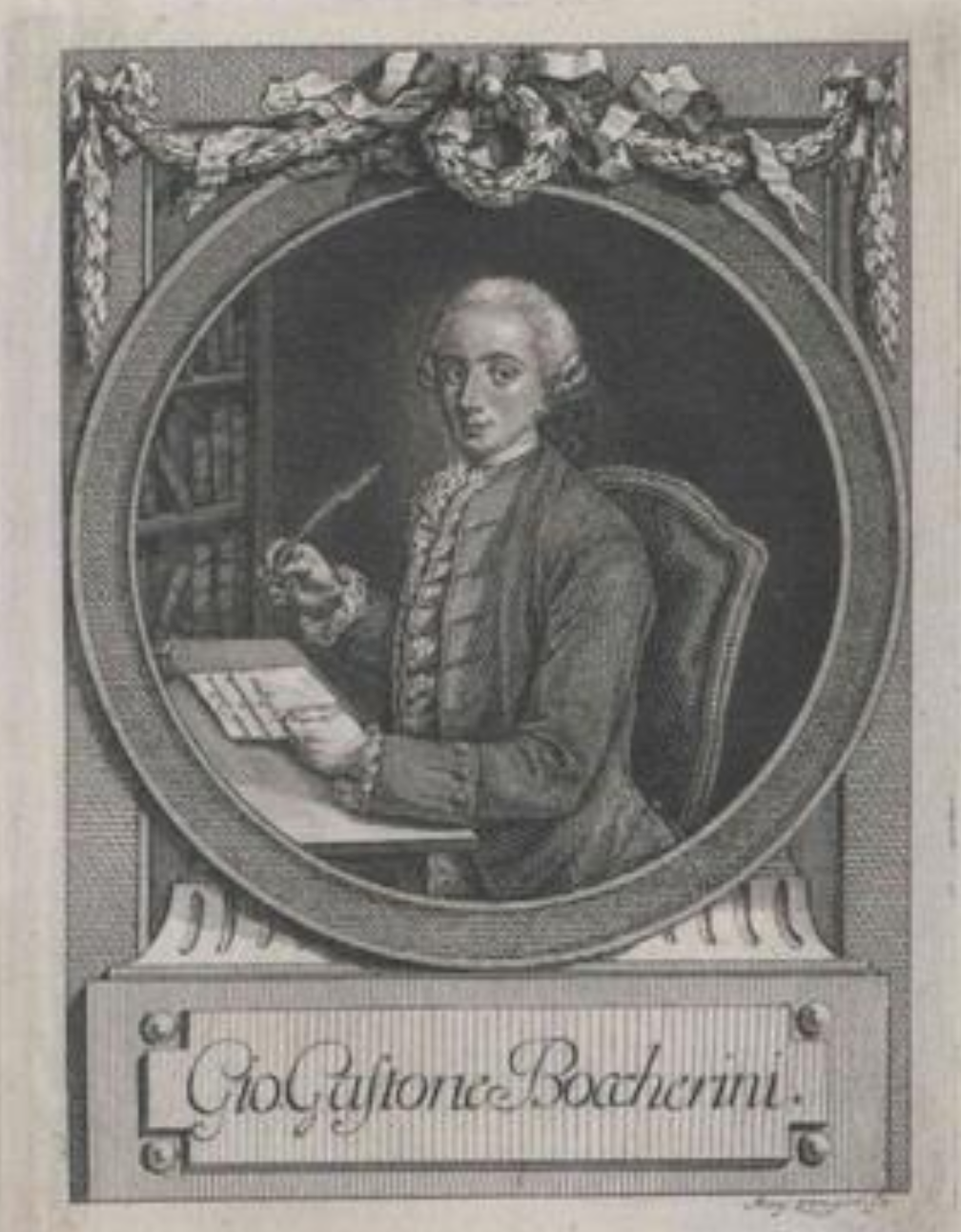
ジョヴァンニ・ガストーネ・ボッケリーニ

ジョヴァンニ・ガストーネ・ボッケリーニ（Giovanni Gastone Boccherini、1742年2月5日 - 1798年以降）は、イタリアのダンサー、詩人、台本作家、演出家。1770年代にウィーンでアントニオ・サリエリの初期オペラの主要なリブレット作家として活動した。
作曲家のルイジ・ボッケリーニは弟。

## 生涯
ボッケリーニはイタリアのルッカで生まれた。1757年にヴェネツィアのサン・サルヴァトーレ劇場のバレエダンサーとしてデビューし、その後ウィーンで成功した。
ボッケリーニはウィーンで最初のリブレット『ルトリ人の王トゥルノ』（1767年）を書いた。この台本に音楽がつけられることはなかったが、グルックのオペラの主要な台本作家であるカルツァビージがこの作品を称賛したことからサリエリはボッケリーニと知り合った。ボッケリーニはサリエリのためにオペラ『女学者』のリブレットを書き、1770年にウィーンのブルク劇場で初演された。サリエリとボッケリーニのコンビによる作品はその後も続き、とくに1772年の『ヴェネツィアの市』は成功して名声を得た。
サリエリのほかにハイドン作曲のオラトリオ『トビアの帰還』（1775年）やガスマン作曲のオペラ『貧乏人』（1772年）などのリブレットも書いている。
1772年にウィーン宮廷の劇場づき詩人として3年契約で雇われた。劇場のさまざまな仕事のほかに年に3本のリブレットを提供する義務があったが、1772-73年より後にボッケリーニがこの義務を果たした形跡がなく、1775年には別人にかえられている。
詩人としては1774年にウィーンでソネット集を出版している。
ボッケリーニは1781年にはスペインのマドリードの劇場で主に演出家として雇用されていたことがわかっているが、いつどのような理由でウィーンからマドリードに移ったかは不明であり、没年も明らかでない。

## リブレット
- ルトリ人の王トゥルノ Turno, re dei Rutoli 1767（音楽悲劇）[注 1]
- 女学者 Le donne letterate 1770（音楽喜劇、サリエリ作曲）[注 2]
- 無垢の愛 L'amore innocente 1770（牧歌劇、サリエリ作曲）
- カマチョの結婚式でのドン・キホーテ Don Chisciotte alle nozze di Gamace 1770（サリエリ作曲）
- ヴェネツィアの市 La Fiera di Venezia 1772（音楽喜劇、サリエリ作曲）
- 盗まれた桶 La secchia rapita 1772（英雄喜劇、サリエリ作曲）[注 3]
- 貧乏人 I rovinati 1772（音楽喜劇、ガスマン作曲）
- 田舎の家 La casa di campagna 1773（ドラマ・ジョコーソ、ガスマン作曲）
- 夜の太鼓 Il tamburo notturno 1773（ドラマ・ジョコーソ、パイジェッロ作曲）[4]
- トビアの帰還 Il ritorno di Tobia 1775（オラトリオ、ハイドン作曲）

など。